# Perilla teres
Perilla teres is een spinnensoort uit de familie van de wielwebspinnen (Araneidae).
De wetenschappelijke naam werd gepubliceerd in 1895 door Tord Tamerlan Teodor Thorell.